# Erich Pachnicke
Erich Pachnicke (* 2. Dezember 1905 in Schmölln, Thüringen; † 21. April 1963 in Siegen) war als deutscher Sozialdemokrat von 1948 bis 1963 Stadtverordneter und von 1949 bis 1956 sowie von 1961 bis 1963 Bürgermeister und von 1956 bis 1961 Oberbürgermeister der Stadt Siegen, ferner war er Ehrenvorsitzender des Kuratorium Unteilbares Deutschland in Siegen.
Nach ihm wurde die Erich-Pachnicke-Straße am unteren Wellersberg in Siegen benannt.